# دونالد جاي تيسون
دونالد جاي تيسون (بالإنجليزية: Donald J. Tyson)‏ هو شخصية أعمال أمريكي، ولد في 21 أبريل 1930 في أولاث في الولايات المتحدة، وتوفي في 6 يناير 2011 في فايتفيل في الولايات المتحدة بسبب سرطان.

## وصلات خارجية
- دونالد جاي تيسون على موقع إن إن دي بي (الإنجليزية)